# Ite, missa est

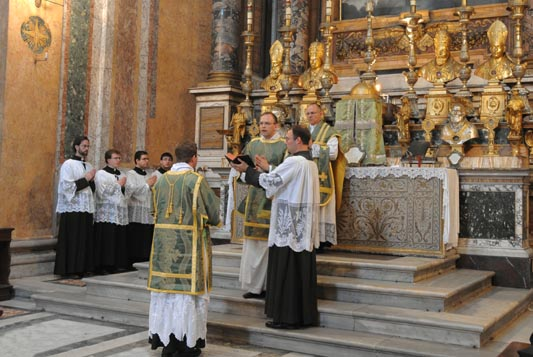
Jáhen říká Ite, missa est na konci mše

Ite, missa est (česky jděte, mše je skončena) jsou slova (preces), kterými končí mše svatá v římském ritu a přímo předchází závěrečnému požehnání.

## Užití
Jedná se o jednu z nejstarších součástí římského ritu, v oběhu od konce 5. století. Říká se anebo zpívá na konci mešních obřadů. Je-li přítomen jáhen, pronáší ite, missa est právě on, v ostatních případech pak celebrant. Odpověď přítomných věřících je Deo gratias (Bohu díky).
Při bohoslužbě řádného římského ritu následuje po propuštění liturgický průvod celebranta a přisluhujících zpět do sakristie. V případě užití mimořádného římského ritu, následuje ještě tichá modlitba kněze a požehnání, po něm poslední evangelium a liturgický průvod.
V některých diecézích je možné užít jinou formulaci pro propuštění věřících, podle zvláštního papežského privilegia nebo místního úzu.